# هارولد ستيفنسون
هارولد ستيفنسون (18 يوليو 1920 في المملكة المتحدة - 23 أبريل 2008) (بالإنجليزية: Harold Stephenson)‏ هو لاعب كريكت بريطاني (وحمل سابقاً جنسية المملكة المتحدة لبريطانيا العظمى وأيرلندا). لعب مع نادي مقاطعة دورهام للكريكت ‏ ونادي مقاطعة سومرست للكريكت ‏ وDorset County Cricket Club ‏.

## وصلات خارجية
- هارولد ستيفنسون على موقع إي آس بي آن كريك إنفو (الإنجليزية)